# Torremocha de Jadraque
Torremocha de Jadraque è un comune spagnolo di 27 abitanti situato nella comunità autonoma di Castiglia-La Mancia.